# Вимірювальний трансформатор

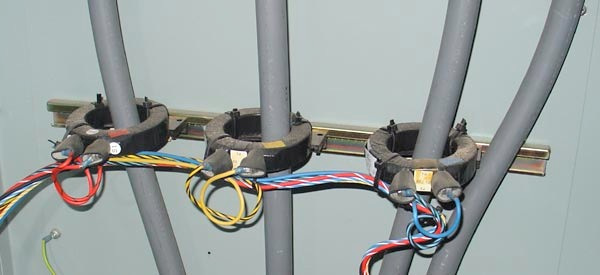
Використання трансформаторів струму у вимірювальному устаткуванні для вимірювання струму у трифазних лініях живлення зі струмом до 400 А

Вимі́рювальний трансформа́тор (англ. instrument transformer) — трансформатор, призначений для пересилання інформаційного сигналу вимірювальним приладам, лічильникам, пристроям захисту і (або) керування. Вимірювальні трансформатори поділяються на:
- трансформатори струму (англ. current transformer; CT)[3];
- трансформатори напруги (англ. voltage transformer; VT)[4];
- комбіновані трансформатори (англ. combined transformer)[5], що поєднують обидві властивості.

## Трансформатор струму
Трансформатор струму — вимірювальний трансформатор, в якому за нормальних умов роботи вторинний струм практично пропорційний первинному і зсув фаз між ними близький до нуля.

Умовна познака трансформатора струму на електричних схемах

Вимірювальний трансформатор струму — трансформатор, який призначений для перетворення струму до значення, зручного для виміру. Первинна обмотка трансформатора струму включається послідовно у коло зі змінним струмом, що вимірюється. А у вторинну вмикаються вимірювальні прилади. Струм, що протікає по вторинній обмотці трансформатора струму, пропорційний струму, що протікає у його первинній обмотці.
Трансформатори струму широко використовуються для вимірювання електричного струму й у пристроях релейного захисту електроенергетичних систем, у зв'язку з чим на них накладаються високі вимоги по точності. Трансформатори струму забезпечують безпеку вимірювань, ізолюючи вимірювальні схеми від первинного кола з високою напругою, яка часто складає сотні кіловольт.
Зазвичай, трансформатор струму виготовляється з двома і більше групами вторинних обмоток: одна використовується для підключення пристроїв захисту, інша, точніша — для підключення засобів обліку і вимірювання (наприклад, лічильників електроенергії).

## Трансформатор напруги

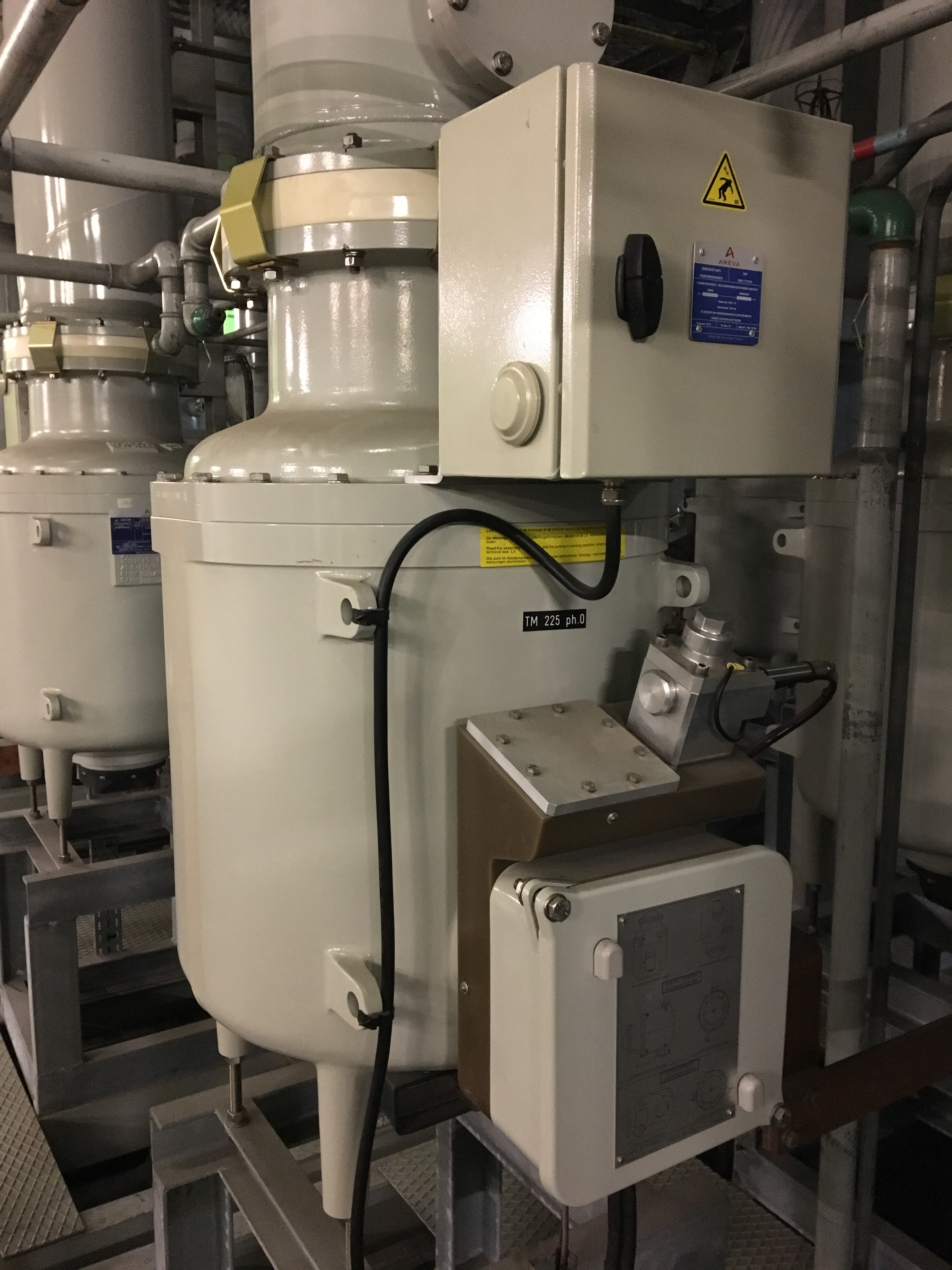
Трансформатор напруги 225 кВ/100В

Трансформатор напруги — вимірювальний трансформатор, у якому за нормальних умов використання вторинна напруга пропорційна первинній напрузі та за умови правильного вмикання зміщена відносно неї за фазою на кут, близький до нуля.

Умовна познака трансформатора напруги на електричних схемах

Трансформатор напруги використовується для перетворення високої напруги в низьку в колах релейного захисту та контрольно-вимірювальних приладів і автоматики. Застосування трансформатора напруги дозволяє ізолювати логічні кола захисту і кола вимірювання від кіл високої напруги.
Трансформатори напруги для мереж високих напруг — це апарати зовнішнього встановлення, які представляють собою герметичний, заповнений трансформаторним маслом або елегазом металевий бак на металевій основі, яка з'єднана з системою уземлення. Всередині баку змонтований сердечник трансформатора з первинною та вторинними обмотками. Ці трансформатори зазвичай мають один первинний термінал, який знаходиться на верхній частині прохідного ізолятора, прикріпленого до верхньої частини баку. Термінали вторинних обмоток розташовані в окремому боксі закріпленому на основі трансформатора.
Трансформатори, побудовані за такою схемою, застосовуються у мережах з номінальною напругою до 230 кВ. При вищих номінальних напругах застосовуються каскадні та ємнісні трансформатори напруги.